# Principe de maximalité de Hausdorff
En mathématiques, le principe de maximalité de Hausdorff est une formulation différente du lemme de Zorn précédant celui-ci et prouvée par Felix Hausdorff en 1914 (Moore 1982:168). Il indique que, dans tout ensemble partiellement ordonné, tout sous-ensemble totalement ordonné est contenu dans un sous-ensemble maximal totalement ordonné.
Le principe de maximalité de Hausdorff est l'un des nombreux énoncés équivalents à l'axiome du choix sur ZF (théorie des ensembles de Zermelo–Fraenkel sans l'axiome du choix). Ce principe est aussi appelé le théorème de maximalité de Hausdorff ou le lemme de Kuratowski (Kelley 1955:33).

## Énoncé
Le principe de maximalité de Hausdorff stipule que, dans un ensemble partiellement ordonné, tout sous-ensemble totalement ordonné est contenu dans un sous-ensemble maximal totalement ordonné. Ici, un sous-ensemble maximal totalement ordonné est un sous-ensemble qui, si on lui ajoute un élément quelconque, ne reste pas totalement ordonné. L'ensemble maximal désigné par le principe n'est pas unique en général : il peut y avoir de nombreux sous-ensembles maximaux totalement ordonnés contenant un sous-ensemble totalement ordonné.
Une forme équivalente de ce principe est que dans tout ensemble partiellement ordonné, il existe un sous-ensemble maximal totalement ordonné.
Pour démontrer que cela découle de la forme originale, on pose A un ensemble partiellement ordonné. Alors {\displaystyle \varnothing } est un sous-ensemble totalement ordonné de A, donc il existe un sous-ensemble maximal totalement ordonné contenant {\displaystyle \varnothing }. En particulier, A contient un sous-ensemble maximal totalement ordonné.
Pour la démonstration dans le sens inverse, on pose A un ensemble partiellement ordonné et T un sous-ensemble de A totalement ordonné. Alors
{\displaystyle \{S\mid T\subseteq S\subseteq A{\mbox{ et S totalement ordonné}}\}}
est partiellement ordonné par l'inclusion {\displaystyle \subseteq } donc il contient un sous-ensemble maximal totalement ordonné, noté P. L'ensemble {\displaystyle M=\bigcup P} satisfait aux propriétés souhaitées.
La preuve que le principe de maximalité de Hausdorff est équivalent au lemme de Zorn est très similaire à celle-ci.

## Exemples
EXEMPLE 1. Si A est une collection d'ensembles, la relation "est un sous-ensemble de" est un ordre partiel strict sur A. Supposons que A est la collection de toutes les régions circulaires (l'intérieur des cercles) dans le plan. Une sous-collection maximale totalement ordonnée de A est l'ensemble des régions circulaires avec leurs centres à l'origine. Une autre sous-collection maximale totalement ordonnée est l'ensemble des régions circulaires délimitées par des cercles tangents à l'axe des ordonnées à l'origine.
EXEMPLE 2. Si (x0, y0) et (x1, y1) sont deux points du plan ℝ2, on dit (x0, y0) < (x1, y1)
si y0 = y1 et x0 < x1. C'est un ordre partiel de ℝ2, dans lequel deux points sont comparables si et seulement s'ils se trouvent sur la même ligne horizontale. Les ensembles maximaux totalement ordonnés sont les lignes horizontales dans ℝ2.